# Metopomyza scutellata
Metopomyza scutellata är en tvåvingeart som först beskrevs av Carl Fredrik Fallén 1823.  Metopomyza scutellata ingår i släktet Metopomyza, och familjen minerarflugor. Arten är reproducerande i Sverige.